# Gestionnaire de session
Pour des articles plus généraux, voir Login (informatique) et Session (informatique).
 (mars 2024).

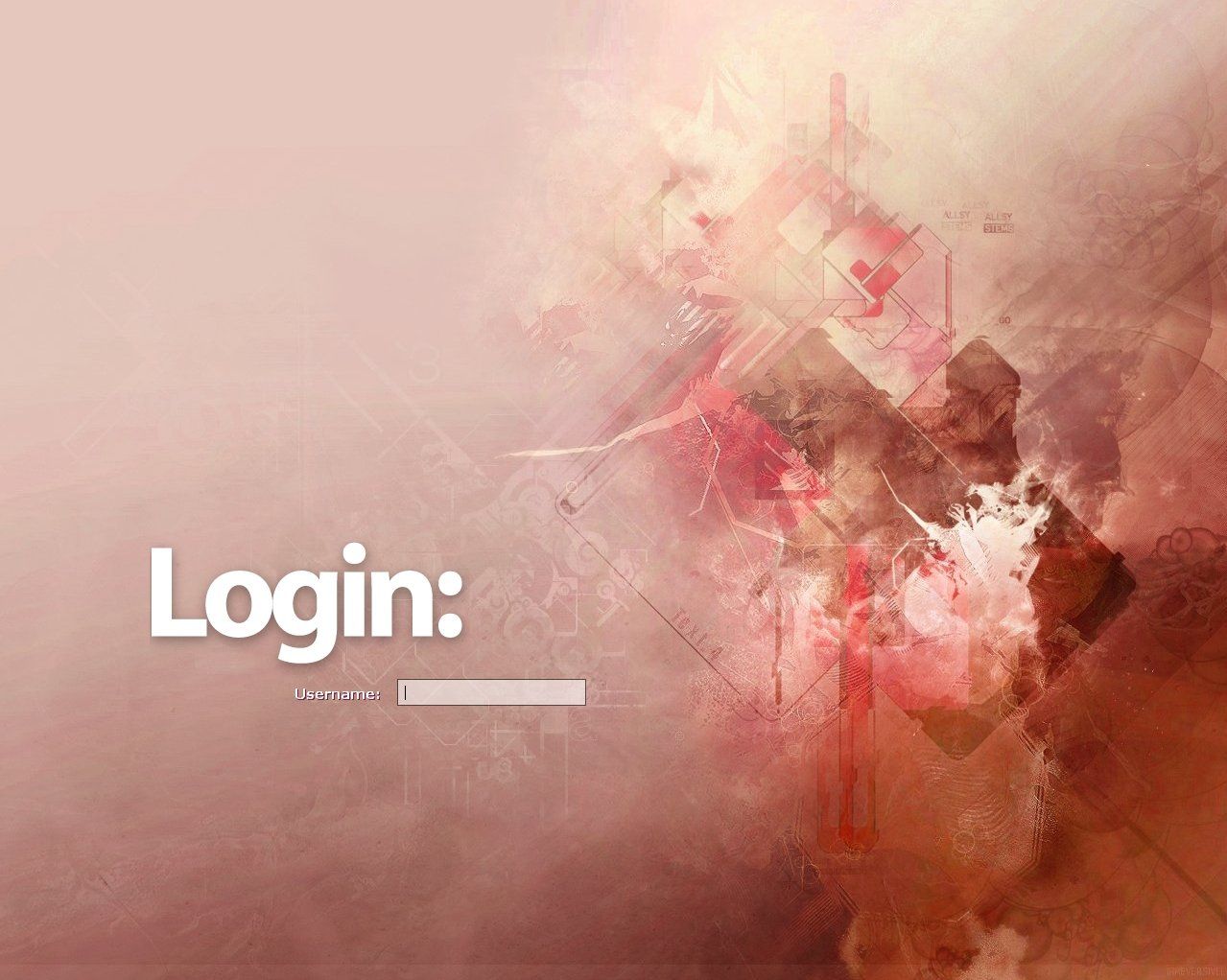
Écran de connexion de SLiM 1.3.1

En informatique, le gestionnaire de session, le gestionnaire de connexion ou le gestionnaire d'identification est un logiciel qui contrôle généralement l'affichage interactif de l'écran d'identification ou de l'écran de connexion de l'utilisateur d'un système d'exploitation en environnement graphique juste avant le bureau ou l'écran d'accueil.
Le rôle du gestionnaire de session est l'ouverture et la fermeture de sessions, ainsi que tout ce qui peut être utile dans ce but :
- il charge le profil d'un utilisateur après qu'il s'est authentifié ;
- il gère l'écran de veille sur le retour au mode normal. On peut paramétrer l'écran d'identification pour obliger l'utilisateur à s'authentifier une nouvelle fois.

## Améliorations ergonomiques
Il est possible d'améliorer l'ergonomie d'un gestionnaire de session, mais cela se fait généralement au détriment de la sécurité.
Une fonctionnalité appelée autologon permet de connecter l'utilisateur automatiquement sans qu'il ne soit obligé de s'authentifier. Elle est souvent utilisée lorsqu'un unique utilisateur se sert de l'ordinateur ou lorsqu'il n'existe qu'une unique session. Lorsque cette fonctionnalité est activée, l'écran d'identification ne s'affiche pas du tout lors du démarrage de l'ordinateur. Le bureau ou l'écran d'accueil apparaît alors directement sans que l'utilisateur n'ait eu besoin de s'identifier.
Le gestionnaire de session peut afficher une liste des comptes utilisateurs enregistrés dans le système. Cela permet aux utilisateurs de cliquer sur leur identifiant au lieu de devoir taper leur nom d'utilisateur. La faiblesse de cette fonctionnalité est de donner tous les noms des utilisateurs à un attaquant qui n'a alors plus qu'à se concentrer sur les mots de passe.